# Studierendenhaus der Technischen Universität Braunschweig

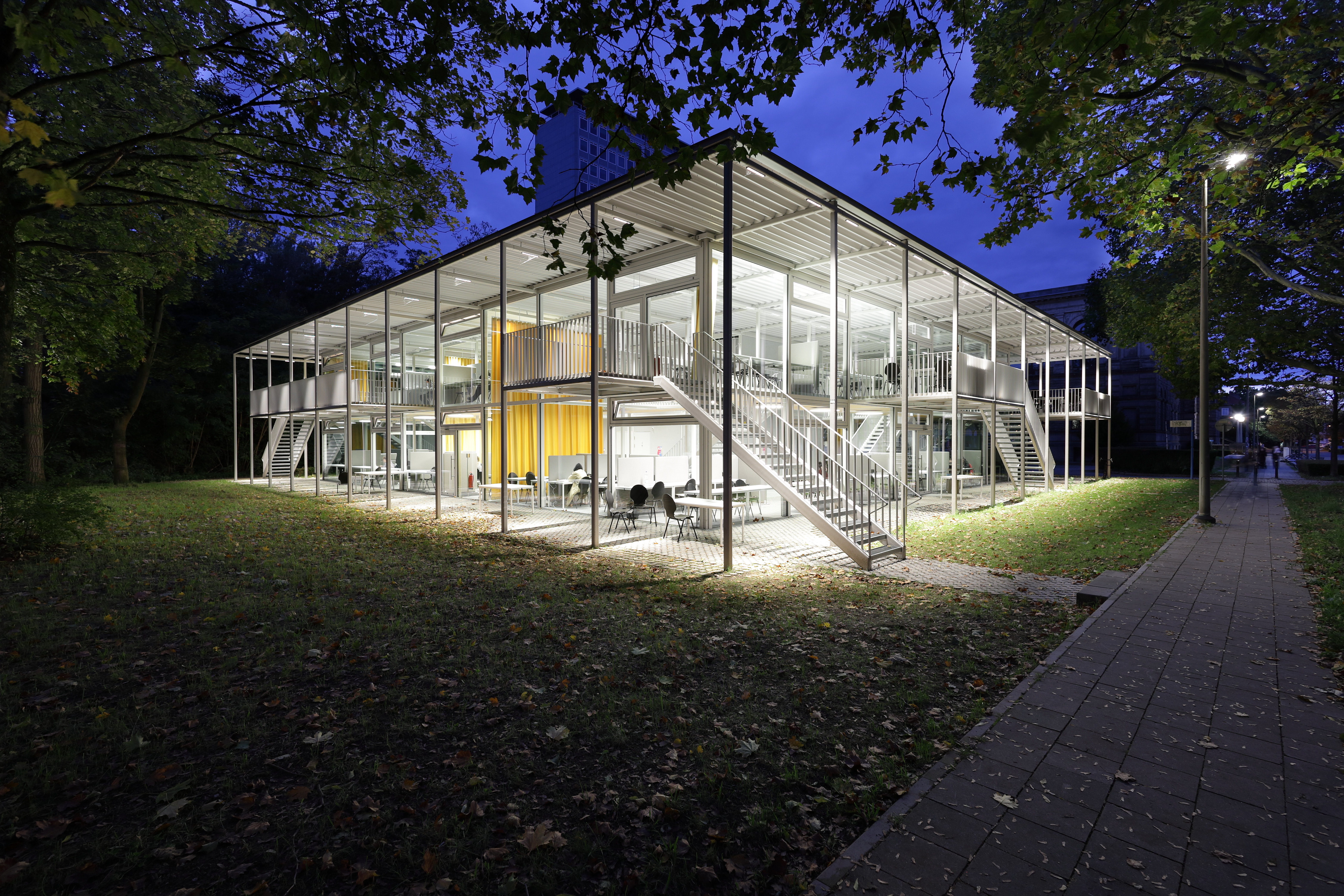
Studierendenhaus

Das Studierendenhaus der Technischen Universität Braunschweig befindet sich in der Pockelsstraße 1 im Universitätsviertel der Stadt Braunschweig. Das Universitätsgebäude wurde als Ort der Zusammenarbeit, des Austausches und der Entspannung für die Studierenden der Technischen Universität Braunschweig entworfen und Ende 2022 fertiggestellt.

## Entstehungsgeschichte
Die Technische Universität Braunschweig hatte 2015 einen Architekturwettbewerb unter den Mitarbeitern der TU-Architektur ausgeschrieben, der u. a. von dem an der TU tätigen Architekturprofessor Volker Staab betreut wurde. Ursprünglich war lediglich ein Zeichensaalgebäude geplant gewesen, doch wurde später beschlossen, einen Neubau für alle Fachrichtungen der Universität zu entwerfen. Aus dem Wettbewerb ging der Entwurf der Architekten Gustav Düsing und Max Hacke als Sieger hervor. Düsing war zum Zeitpunkt der Einreichung ihres Wettbewerbsbeitrages noch Mitarbeiter des Instituts für Entwerfen und Raumkomposition der TU, während Hacke in London tätig war.
Die Bauarbeiten begannen im Februar 2020 und wurden im Dezember 2022 abgeschlossen. Am 2. Januar 2023 wurde das Gebäude eröffnet, die offizielle Einweihung war am 16. Juni 2023.

## Beschreibung

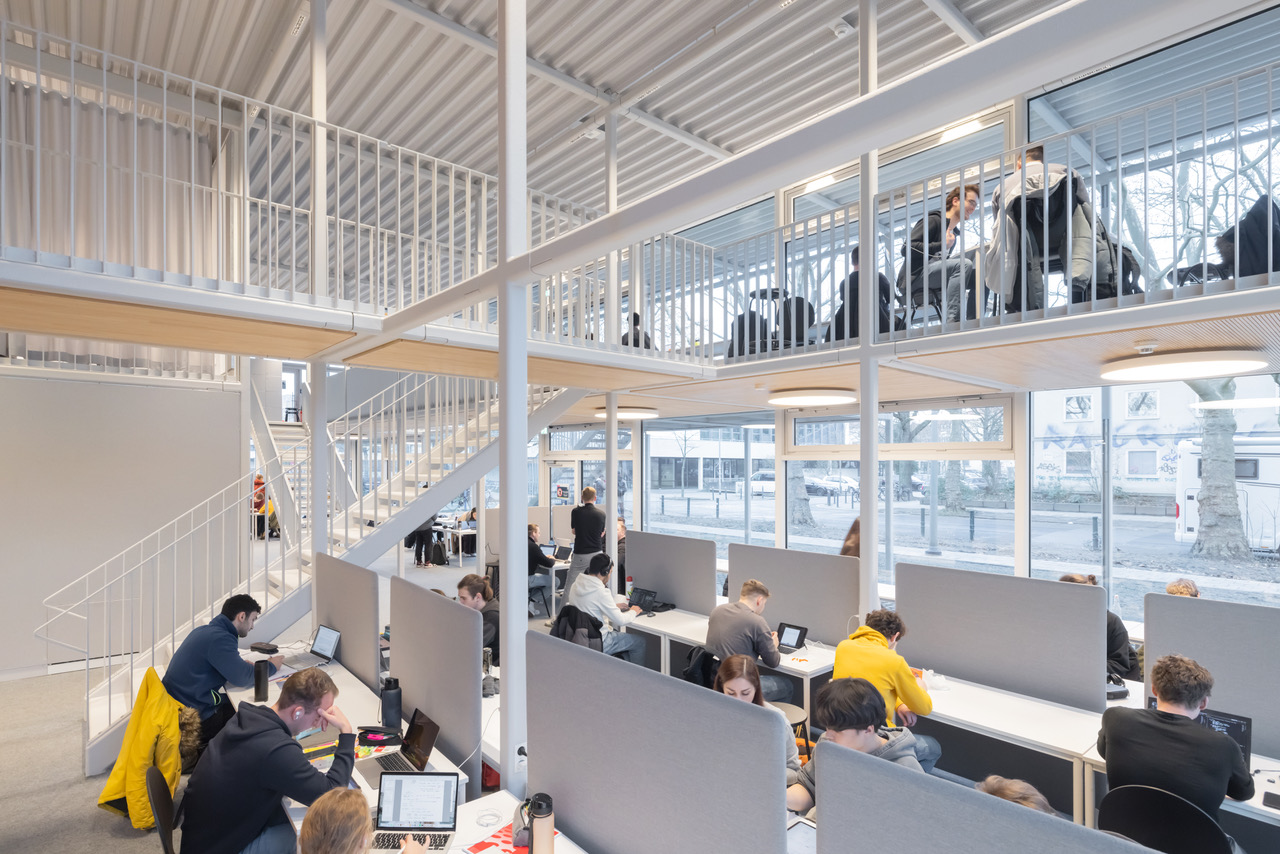
Innenraum

Das barrierefreie zweigeschossige Gebäude ist eine filigrane Stahl-Holz-Konstruktion mit quadratischem Grundriss und Flachdach. Es entstand auf Grundlage des „Design for Disassembly“ (etwa: „Design für Zerlegung“ oder „Design für Rückbau“), dessen Ziel es ist, die ebenso einfache wie ressourcenschonende spätere Demontage des Bauwerks zu gewährleisten. Aus diesem Grund sind die Bauteile zum Beispiel nicht verschweißt oder verklebt, sondern verschraubt. So ist es möglich, Gebäudebestandteile und -materialien später mit geringem Aufwand zu demontieren und gegebenenfalls im Sinne des „zirkulären Bauens“ (Kreislaufwirtschaft) andernorts weiter- bzw. wiederzuverwenden.
Die modulare Tragwerksbauweise des multifunktionalen Gebäudes besteht aus Rastern von 3 × 3 Metern, wiederum bestehend aus quadratischen Stahlhohlprofilen mit einem Querschnitt von 10 cm, und entstand in Zusammenarbeit mit dem in Stuttgart ansässigen Ingenieurbüro Knippershelbig. Im Zentrum des Hauses befindet sich ein versteifter Gebäudekern für ein Café und für Sanitäranlagen. Durch die Rundumverglasung kommt von allen Seiten Tageslicht in das Gebäude. Die Verglasung macht es außerdem von allen Seiten ein- und durchsehbar. Im Obergeschoss befindet sich eine Lichtkuppel.
Das Bauwerk ist 6,36 m hoch, 31,10 m breit und 31,10 m lang. In Innenraum verfügt es über eine nutzbare Grundfläche von 940 m² und zusätzlich noch 140 m² umlaufenden, überdachten Balkon sowie 324 m² überdachten Laubengang. Das umbaute Volumen beträgt 3570 m³. Es bietet 160 Arbeitsplätze für die Studierenden der TU. Die Möblierung ist flexibel, so gibt es u. a. Einzelschreibtische, Tresen, Hocker, Pinn- und Projektionswände, die mühelos den jeweiligen Erfordernissen angepasst werden können. Im Obergeschoss kann ein Teil der Räumlichkeiten als Seminarraum abgetrennt werden. Die Räume sind zur Lärmminderung mit abgehängten Akustikdecken aus Holz sowie schallschluckenden Vorhängen und Teppichboden ausgestattet. Um das Gebäude herum wurde eine Wildblumenwiese angelegt.
Das energetische Konzept des Studierendenhauses basiert auf einer Fernwärmeversorgung aus 80 % erneuerbarer Energiequellen in Kombination mit Erdwärmesonden zur Kühlung im Sommer.
Bauherrin war die Technische Universität Braunschweig, Geschäftsbereich 3 – Gebäudemanagement, Abteilung 35. Die Baukosten beliefen sich auf 5,2 Mio. €, wobei die Braunschweiger Fakultät für Architektur, Bauingenieurwesen und Umweltwissenschaften 750.000 € beisteuerte. Die Bauleitung lag bei dem in Braunschweig ansässigen Architekturbüro iwb.

## Auszeichnung und Preise
- 2023: Deutscher Architekturpreis[8][6]

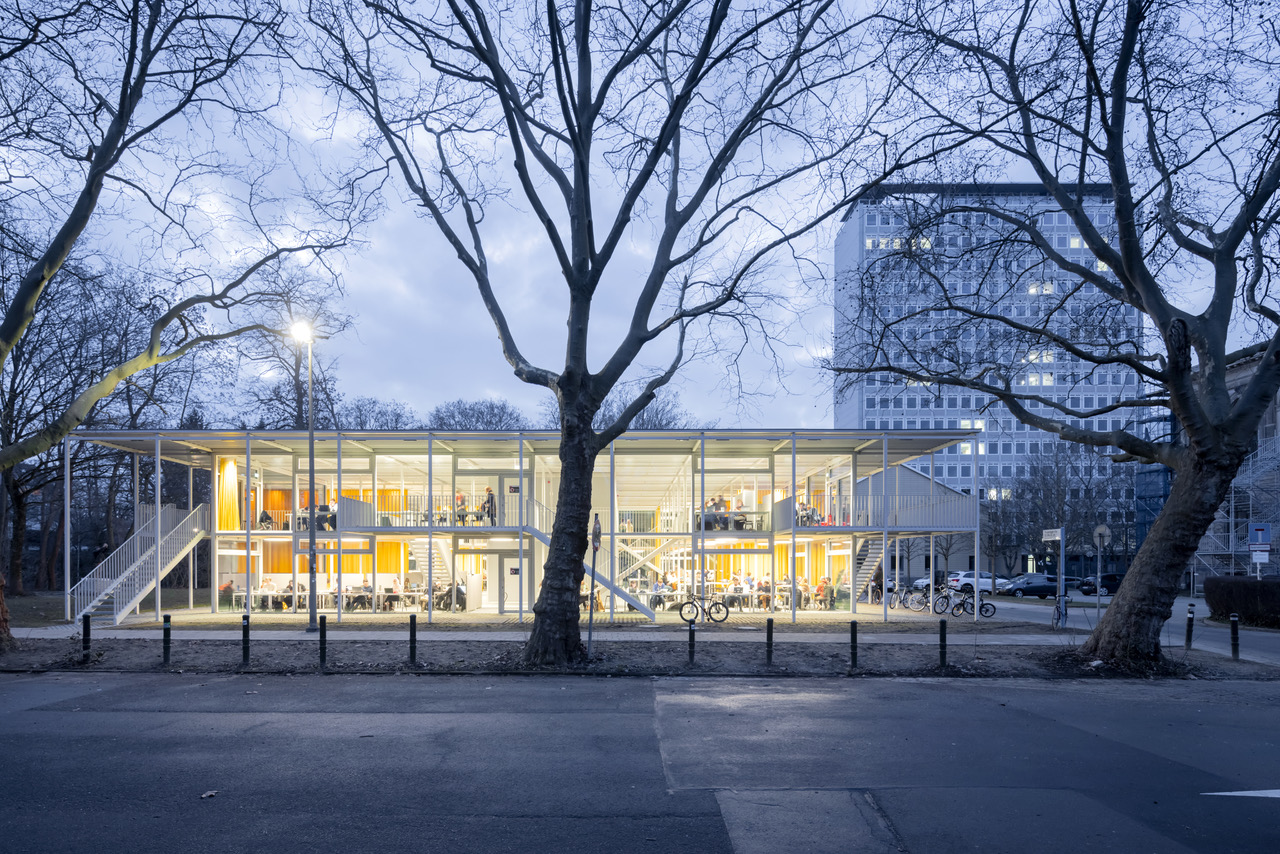
Ostansicht (rechts: TU-Hochhaus von Dieter Oesterlen)

- 2023: Architekturpreis des BDA Niedersachsen[9]
- 2023: Heinze ArchitekturAWARD für das beste Cradle-to-Cradle-Projekt[10]
- 2024: DAM Preis für Architektur in Deutschland des Deutschen Architekturmuseums[11]
- 2024: Preis der Europäischen Union für zeitgenössische Architektur (vormals Mies van der Rohe Award)[12][13]